# Barcellona Pozzo di Gotto
Barcellona Pozzo di Gotto település Olaszországban, Szicília régióban, Messina megyében. Lakosainak száma 39 885 fő (2023. január 1.). Barcellona Pozzo di Gotto Merì, Santa Lucia del Mela, Castroreale, Milazzo és Terme Vigliatore községekkel határos.

## Népesség
A település népességének változása:
| Lakosok száma | 41 487 | 41 389 | 39 885 |
|               | 2017   | 2018   | 2023   |